# Abou Maiga
Abou Maiga (Allahé, 20 de setembro de 1985) é um futebolista beninense que atua como atacante.

## Carreira
Abou Maiga representou o elenco da Seleção Beninense de Futebol no Campeonato Africano das Nações de 2008.